# Торета Спјађа (Месина)
Торета Спјађа је насеље у Италији у округу Месина, региону Сицилија.
Према процени из 2011. у насељу је живело 29 становника. Насеље се налази на надморској висини од 6 м.